# П'ять днів, п'ять ночей
«П'ять днів, п'ять ночей» — радянсько-німецький художній фільм 1960 року про Другу світову війну. Спільне виробництво кіностудій «Мосфільм» (СРСР) і «ДЕФА» (НДР).

## Сюжет
Травень 1945 року. Минуло три місяці після масованого нальоту англійської та американської авіації на Дрезден. Місто майже повністю зруйноване, а на місці Дрезденської картинної галереї тільки обвуглені кістяки стін. Але де ж картини? Це треба було з'ясувати бійцям капітана Леонова (Всеволод Сафонов) якомога швидше, тому що зволікання могло принести непоправні втрати. До гуманістичної місії радянських солдатів місцеві жителі ставляться з недовірою. Не вірить капітану Леонову художник і нігіліст Пауль Науман, який втратив на війні не тільки руку, але й віру в людство. Не вірить Луїза Ранк, доглядач Дрезденської галереї… Однак, після довгих сумнівів, вони починають допомагати радянським солдатам і неоціненні картини вдається знайти в покинутій сирій штольні. В одному з ящиків була виявлена "Сикстинська мадонна" Рафаеля. Полотна ще могли бути в старовинному замку, але там засіли есесівці. Загін Леонова з боєм звільняє замок, де можна знайти ще частину колекції. Того таки часу Науман серед звільнених в'язнів концтабору знаходить свою кохану Катрін. Вона стає керівницею дитячого будинку. А Пауль замкнувся в собі, не вірячи, що картини відвозять в Москву для реставрації та через кілька років вони знову повернуться в Дрезден. У замінованих підземних штреках старої шахти знаходять останню, більшу частину колекції. Під час розмінування гине старшина Козлов (Всеволод Санаєв). Вражений мужністю і безкорисливістю радянських воїнів, Пауль Науман починає брати участь в будівництві нового життя.

## У ролях
- Всеволод Сафонов — капітан Леонов
- Гайнц-Дітер Кнауп — Пауль Науман
- Всеволод Санаев — старшина Козлов
- Аннекатрін Бюргер — Катрін Бейєр
- Євгенія Козирєва — Нікітіна
- Марга Легаль — Луїза Ранк
- Михайло Майоров — генерал
- Вільгельм Кох-Хоге — Еріх Браун
- Микола Сергєєв — Шагін
- Геннадій Юхтін — солдат Строков
- Микола Сморчков — солдат Ткаченко
- Володимир Піцек — солдат Галкін
- Микола Погодін — солдат Рудаков
- Петро Любешкін — солдат Терентьєв
- Олег Голубицький — ад'ютант
- Еріх Франц — Баум
- Йохен Блей — хлопчик
- Андрій Дем'янов — Альоша
- Гайнц Флоссель — Доктор Краузе
- Раймонд Шелчер — Бауер
- Гайнц Тіль — майор СС
- Рут Коммерелл — Гертруда Фішер
- Моніка Леннартц — Соня Фішер
- Гізела Май — ув'язнена концтабору (в титрах — Мей)

## Знімальна група
- Режисер: Лео Арнштам
- Автори сценарію: Лео Арнштам, Вольфганг Ебелінг
- Оператори: Олександр Шеленков, Іоланда Чен-Ю-Лан
- Композитор:  Дмитро Шостакович
- Художник-постановник:  Олексій Пархоменко
- Звукорежисер:  Борис Вольський